# RABニュースレーダー
『RABニュースレーダー』は、青森放送（RABテレビ）で放送されているローカルワイドニュース番組。1970年4月1日から放送されている長寿番組で、現在放送中の在青テレビ局の番組かつ、NNN系列局の夕方ローカルニュース番組では、最も長く放送されている。また、2022年4月以降も番組が続くため、『NNNきょうの出来事』（放送期間52年）を抜いて、NNN系列局の報道番組としても最長の番組となる。1999年10月4日から2022年4月1日まではRABラジオでも放送されていた（後述）。

## テレビ放送
「日本初」のローカルワイドニュース番組である。当初は現在のような夕方ではなく朝の時間帯に放送されており、自社制作の朝ワイドとしては朝日放送テレビの『おはよう朝日です』や2023年現在日本テレビ系で最も歴史を持つ山口放送の『KRYさわやかモーニング』よりも前に放送されている。また、この番組はスタート当時は朝6:58から放送しており（7:00からの『NNNモーニング7』との一体化）、「日本初」のフライングスタートを実施した番組でもある。
そもそも、この番組が始まる前の青森放送テレビの朝の編成は午前6時59分に開始ID画面を出した後、7時の時報とともに開始、『NNNあさ7時のニュース』、『NNNスポーツニュース』、『おはよう!こどもショー』の以上各番組を日本テレビからネット受けし、それが終わった8時台に『東奥日報ニュース』を放送するという形であったが、当時のローカルニュースは5分しかなかった。当時、NHK青森放送局の総合テレビは7時台に今日のニュースワイドゾーンの原型となる『青森県民のみなさんへ』（ローカルニュース）、『スタジオ102』を放送しており、当時はNHKがほぼ一人勝ちの状態になっていた。
そこで7時台に地域に根差した大型報道番組を作ろうという機運が高まったが、当時のローカルニュースは1回につき天気予報の分を差し引きしても5-6分、3-4項目程度しか伝えることができないという状況だった。そこで、県内のニュースだけでなく、東京支社と協力し、県外の主要ニュース、さらには青森県に深いかかわりを持つ県外の企業・団体・社会などのニュースの提供を計画した。さらに当時の青森県内67市町村のうち56市町村に視聴者を対象とした取材協力スタッフを配置し、地域密着型・視聴者参加型報道番組の構築を目指した。
さらにフライングスタートをするきっかけとしては、それまでは単独番組だった『あさ7時のニュース』、『スポーツニュース』と一体化することにあった。7時ちょうどにスタートしていきなり全国のニュースをネット受けするのは面白みに欠けるとして、「放送開始時間の一番乗りを考えよう」ということで、前述の放送開始時間を1分早めることで6時58分に司会者の顔出しでオープニングを始めるという体裁を取ることになった。
また番組開始当初は6:58 - 8:00の1時間番組だったが、その後視聴者の反響から3か月後に8:15までの75分番組に延長され、これを機に番組の司会者に女性アシスタントを加えた3人体制を整えた。
1977年に日本テレビの『NNNおはよう!ニュースワイド』のスタートに伴い夕方に移り、夕方ワイドニュースとして機能。朝の時間帯は東奥日報ニュースへと変更された。
1987年10月から1988年3月までは全国ニュース『NNNライブオンネットワーク』と一体化した60分番組となっていたが、1988年4月から全国ニュースが『NNNニュースプラス1』に変更したことに伴い、全国ニュースを分離するものの、2006年3月の番組終了まで『NEWS PLUS1』（2004年3月までは初代ロゴの『プラス1』）とサブタイトルがつけられていた。なお、エンディングは現在も『news every. RABニュースレーダー』と両方の番組名を併記している。
全国の民放テレビ局各社が、ローカルワイドニュース番組を次々とスタートさせたきっかけは、この番組の成功が元とされているが、一方でJNN系列を中心に代表的な例とされるRSK山陽放送（RSKテレビ）の『山陽TVイブニングニュース』（現『RSKイブニングニュース』）、静岡放送（SBSテレビ）の『SBSテレビ夕刊』、テレビ高知の『イブニングKOCHI』、東北放送（TBCテレビ）『TBCニュースワイド』、信越放送（SBCテレビ）の『SBCニュースワイド』、RKB毎日放送（RKBテレビ）の『RKBニュースワイド』、北海道放送（HBCテレビ）の『テレポート6』、北陸放送（MROテレビ）の『MROテレポート6』、南日本放送（MBCテレビ）の『MBC6時こちら報道』、琉球放送（RBCテレビ）の『RBCエリアレポート』、さらに毎日放送（MBSテレビ）の『MBSナウ』、中部日本放送（現・CBCテレビ）の『CBCニュースワイド』、TBSテレビの『テレポートTBS6』は、この番組の夕方移行よりも早く、夕方ローカルワイドニュース番組としてスタートを切っている。また、在青局の青森テレビ（JNN系列）で放送されていた夕方のローカルワイドニュース番組『ATVニュースワイド』もこの番組の夕方移行よりも前の1976年3月29日に開始している。
ノンスポンサーにて放送。したがって、番組内に挿入されるCMはすべてスポットCM扱いとなっている。
1974年11月1日からは手話通訳放送も開始し、現在は毎月最終金曜日に行っている（特別番組などで最終週に放送できない場合は、前の週に変更される）。
2004年4月、スタジオセットに「バーチャルスタジオシステム」を採用している。導入当初は番組の前半および後半の天気予報で使用されたが、2006年7月以降は天気予報（2007年4月以降はモニターの上に表示される「Weather」のCGにのみ使用）と特集コーナー（不定期）で使用（クロマキー合成）。
2006年7月3日、ハイビジョン制作による放送を開始（当初は県内各支社・支局からのニュース映像は標準画質で、東京・大阪支社からのニュースはハイビジョン対応だったが、現在は県内分も全てハイビジョン取材に対応。これは県内民放では初）。オープニングCG、テロップなどが一新された。また県内民放の夕方ニュースでは最後となるステレオ放送も開始した（当初、新聞のテレビ欄ではステレオ放送を表す記号がついていなかったが、2007年7月頃からは記号をつけている）。
2020年3月30日から4月8日まで、放送開始から50年を記念し、『ニュースレーダー50年〜あおもりを見つめ続けて〜』を放送した。
在青テレビ局夕方のローカルニュース番組では唯一、月曜日にスポーツコーナーを設置していない。
2021年3月29日から『1550ニュースレーダーWith』がスタートし、ニュースコーナーのテロップは本番組と共通で色違いの物が使われている。15:50 - 19:00の時間帯は全て単独番組扱いでコンプレックス枠を形成していないものの、全国ニュースの『news every.』と、18:15からの本番組は全てステブレレスで接続される。また、『1550ニュースレーダーWith』の最後には本番組の予告が行われる。
2022年4月4日放送分より、18:40過ぎのフラッシュニュースをメインキャスターの菅原が担当。日によってはサブキャスターが担当する場合もあり。2022年4月1日放送分までは、日替わりでRABアナウンサーがナレーション読みにて対応していた。
2022年12月1日から、青森放送アプリでの同時配信を開始する。ただし、時刻表示は無い他、地上波でのCM部分は、天気カメラの映像に切り替わる。
2022年以降、年内の放送は12月27日で終了し、28日・29日は、『news every.』の18時15分以降の関東ローカル枠をそのままネットする（その間、青森ローカルへの一部差し替えは行わない）。

### テレビ版放送時間の変遷
| 期間                           | 放送時間（長さ）                  | 備考 |
| ------------------------------ | --------------------------------- | --- |
| 1970年4月1日 - 1970年6月13日   | 月曜 - 土曜 06:58 - 08:00（62分） | 『NNNあさ7時のニュース』→『NNNモーニング7』を内包                                                                                          |
| 1970年6月15日 - 1973年9月29日  | 月曜 - 土曜 06:55 - 08:15（80分） | 同上・放送時間18分拡大 |
| 1973年10月1日 - 1974年3月29日  | 月曜 - 金曜 07:15 - 08:30（75分） | 『NNNモーニング7』を分離し、ローカル枠のみに。同時に土曜日の放送を打ち切り。                                                               |
| 1974年4月1日 - 1975年3月28日   | 月曜 - 金曜 07:00 - 08:15（75分） | 『NNN朝のニュース』(6:45 - 7:00) 開始に伴う変更で、15分繰り上げ。                                                                          |
| 1975年3月31日 - 1977年4月1日   | 月曜 - 金曜 07:15 - 08:15（60分） | 『ANNニュースセブン』(7:00 - 7:15) 開始に伴う変更                                                                                          |
| 1977年4月4日 - 1987年10月2日   | 月曜 - 金曜 18:00 - 18:30（30分） | 夕方に移動。 1977年3月まで夕方の青森ローカルニュースは18:25 - 18:40→18:50（または18:55） - 19:00まで『東奥日報ニュース』で放送されていた。 |
| 1987年10月5日 - 1988年4月1日   | 月曜 - 金曜 18:00 - 18:55（55分） | 『NNNライブオンネットワーク』を内包 |
| 1988年4月4日 - 1996年9月27日   | 月曜 - 金曜 18:30 - 19:00（30分） | |
| 1996年9月30日 - 2000年8月18日  | 月曜 - 金曜 18:23 - 19:00（37分） | |
| 2000年8月21日 - 2000年12月29日 | 月曜 - 金曜 18:22 - 19:00（38分） | |
| 2001年1月4日 - 2002年6月28日   | 月曜 - 金曜 18:20 - 19:00（40分） | |
| 2002年7月1日 - 2004年3月26日   | 月曜 - 金曜 18:19 - 19:00（41分） | |
| 2004年3月29日 - 2006年3月31日  | 月曜 - 金曜 18:17 - 19:00（43分） | |
| 2006年4月3日 - 2011年9月30日   | 月曜 - 金曜 18:16 - 19:00（44分） | |
| 2011年10月3日 -                | 月曜 - 金曜 18:15 - 19:00（45分） | 正確には18:58.30で終了 |

## ラジオ放送
1999年10月4日、テレビとの同時放送（サイマル）形式で実験的に放送開始。ラジオで聴くリスナーへの配慮から、ニュースの当事者および街頭インタビュー映像（音源）は、誰の音声か事前に注訳を入れたうえで放送を行うようになった。それとは別に、元々青森放送では1985年からラジオ独自のローカルニュース番組『RABニュースアイ』（1985年4月8日開始）→『RABニュースTODAY』（1990年4月2日開始）を17時台に放送しており、2000年3月まではラジオにおいて自社制作のニュース番組が併存する状況となっていたが、2000年4月3日より長らくテレビでの看板番組であった当番組とタイトル・イメージを統合する形でラジオ独自の放送を開始。タイトル、テーマ音楽、アタック音はテレビ版と統合されたが、ニュース項目の切り替え時にアタック音を流すなど、番組のフォーマットはラジオでの前番組『ニュースTODAY』から引き継がれた。開始当初は18:00からの20分枠で放送していたが、テレビとの兼ね合いから2005年9月からは前番組と同様の15分枠に縮小された。
キャスターも、前番組までの1人制から2人制に変更、メイン=主要ニュース、サブ=フラッシュニュース・天気予報という分業体制となった。開始時は、当時同局アナウンサーだった大竹辰也をメインに据え、女性アナウンサーが日替わりでサブを担当。大竹が一線を退いた後は鈴木伸夫、のちに綱川和夫が主にメインを務めるも、時折別の男性アナウンサーが代わりにメインを担当することもあり、日によってはメイン・サブともに女性（もしくは男性）同士、ごく稀に一人での進行となることもあった。
2013年4月からは、2009年頃よりメインを主に務めていた綱川に代わり、テレビ版の11代目キャスター・鮫島大史が主にメインを務めていたが、2019年1月現在はメインを米澤章子が担当し、米澤+日替わり1名のパターンが多い。日替わりで鮫島or青山が入るときは、米澤がサブに回る。2013年6月からは、時折サブの女性アナが主要ニュース、メインの男性アナもフラッシュニュースを読み上げるようになるなど、これまで貫かれてきた分業体制が若干崩れている。2021年10月からラジオ版放送終了までの半年間は、キャスターは1人制のシフト体制で放送された。
オープニングテーマ曲はテレビ版の2世代前（2004年4月 - 2011年4月）のものを、番組前半の項目変更やフラッシュニュースへ入るときのアタック音は3世代前（1995年4月 - 2004年3月）のものを2018年のテレビ版リニューアル後も1週間使っていた。アタック音・フラッシュニュース・天気予報時のBGMは、ラジオ版の放送開始時から一貫して変わっていない。ラジオ版のエンディングテーマ曲は、2011年4月22日までラジオ・テレビのオープニング曲と同じものが2018年のリニューアル後も1週間だけ使われ、2018年4月6日放送分までそのエンディング部分が聴けた。2011年4月25日からはテレビ版のBGMが変更され、ラジオ版は先代（2004年4月 - 2011年4月）のものを引き続き使用されていたが、2018年4月9日放送分よりテレビ版と同じものが使用されている。天気予報内のBGMは、テレビ版では2020年秋に変更されたが、ラジオ版では1代前のものが引き続き使われている。
放送時刻は月-金曜 18:00 - 18:16（正確には18:15.00で終了）2000年4月から2005年9月まではラジオの放送時間が18:20（正確には18:18.00まで）の放送だった。そのため、一時期1分程テレビとラジオの放送がかぶっていた時期があった。なお、番組表上は、ラジオからテレビへ連続放送となっている。なお、2011年10月以降テレビの放送開始時間が早まったこともあり、18:15から1分間だけ放送時間が被っていることになっているが、ラジオではステーションブレイクでコマーシャルが流れているため、実質的にはラジオの放送からコマーシャルを挟まずにテレビの放送へ繋いでいることになる。なお、テレビ版に倣って、ラジオ版においても年末年始に『ニュースレーダー』としての放送休止日があり、その場合、18:00-18:05に『6時の東奥日報ニュース』、18:05 - 18:09に『天気予報』の放送をもって代替し、18:09以後は定時番組の枠拡大や年末特番編成（2021 - 22年度の場合は、12月28日 - 2021年1月3日まで、通常は18:15 - 18:30に放送されている『聴いて！』を18:09からに前倒して21分枠に延長して対応している）を行うことがある。
2022年4月1日放送分をもって『ニュースレーダー』のタイトルでの放送を終了し、4月4日からは放送時間を5分短縮し、18:00-18:10に『RABイブニングニュース＆ウェザー』として放送されている。
テレビ版とは異なり、ラジオ版にはスポンサーが付いた。

## 出演者（テレビ）

### メインキャスター
- 菅原厚（2006年10月 - 2018年3月まではサブキャスター）
  - メイン就任以前、不在時は当初代役が不在で前メインの秋山1人進行だったが、青山英次[注 15]、星和明[注 16]、鮫島大史[注 17]、上野比呂企が入る時もあった。
  - 2022年4月現在、休暇や取材等で不在時は鮫島大史[注 18]か境祐貴[注 19]が代行する[注 20]。

※2022年4月1日に猪股が卒業するまで、境代行時は猪股がメインキャスターを務めていた。

### サブキャスター・天気キャスター
- 小田安珠（2022年4月4日 - ） 月 - 火曜：サブ、水 - 金：お天気[注 21]担当
- 橋本莉奈（2020年9月28日 - ）月 - 火曜：お天気[注 22]、水 - 金曜：サブ[注 21]担当
  - 不在時は、天気キャスターがサブキャスターを代行する。2022年度は小田・橋本は毎日登場するが、曜日別でサブMCと天気キャスターのポジションを交代で担当する。
  - 日によって、ラジオ版の17時台の「RABニュース&ウェザー」と18時台の「ラジオ版ニュースレーダー→イブニングニュース&ウェザー」、さらにはテレビ版が放送されている時間帯に放送されているラジオの番組『聴いて！』[注 23]も担当。同日のテレビ版も掛け持ちの場合もあり。
  - 2019年8月ごろから天気担当キャスターは「RABニュースレーダー weather」と書かれたクリップボードに原稿を挟んで読むようになった。以前はそのまま原稿を持って読んでいた。

## かつての出演者（テレビ版）

### 歴代キャスター
| 期間   | 期間           | 期間           | メイン   | サブ                | サブ                | サブ                | サブ                | サブ                |
| 期間   | 期間           | 期間           | メイン   | 月曜                | 火曜                | 水曜                | 木曜                | 金曜                |
| ------ | -------------- | -------------- | -------- | ------------------- | ------------------- | ------------------- | ------------------- | ------------------- |
| 朝枠   | 1970年4月1日   | 1972年3月31日  | 吉備彬   | 小島倫              | 小島倫              | 小島倫              | 小島倫              | 小島倫              |
| 朝枠   | 1972年4月3日   | 1974年3月29日  | 小島倫   | 鳴海征子            | 鳴海征子            | 鳴海征子            | 鳴海征子            | 鳴海征子            |
| 朝枠   | 1974年4月1日   | 1976年4月2日   | 鎌田学而 | 鳴海征子            | 鳴海征子            | 鳴海征子            | 鳴海征子            | 鳴海征子            |
| 朝枠   | 1976年4月5日   | 1976年10月1日  | 高森邦夫 | 鳴海征子            | 鳴海征子            | 鳴海征子            | 鳴海征子            | 鳴海征子            |
| 朝枠   | 1976年10月4日  | 1977年4月1日   | 清水豊治 | 鳴海征子            | 鳴海征子            | 鳴海征子            | 鳴海征子            | 鳴海征子            |
| 夕方枠 | 1977年4月4日   | 1980年3月28日  | 山中達一 | 椿武愛子            | 椿武愛子            | 椿武愛子            | 椿武愛子            | 椿武愛子            |
| 夕方枠 | 1980年3月31日  | 1981年11月27日 | 長崎昭義 | 椿武愛子            | 椿武愛子            | 椿武愛子            | 椿武愛子            | 椿武愛子            |
| 夕方枠 | 1981年11月30日 | 1987年10月2日  | 黒滝久可 | 米澤章子            | 米澤章子            | 米澤章子            | 米澤章子            | 米澤章子            |
| 夕方枠 | 1987年10月5日  | 1990年3月30日  | 森山茂樹 | 柿崎元子            | 柿崎元子            | 柿崎元子            | 柿崎元子            | 柿崎元子            |
| 夕方枠 | 1990年4月2日   | 1995年3月31日  | 森山茂樹 | 原田賀子            | 原田賀子            | 原田賀子            | 原田賀子            | 原田賀子            |
| 夕方枠 | 1995年4月3日   | 1999年10月1日  | 佐藤義之 | 松尾志織            | 松尾志織            | 松尾志織            | 松尾志織            | 松尾志織            |
| 夕方枠 | 1999年10月4日  | 2001年3月30日  | 佐藤義之 | 中田有紀 小林あずさ | 中田有紀 小林あずさ | 中田有紀 小林あずさ | 中田有紀 小林あずさ | 中田有紀 小林あずさ |
| 夕方枠 | 2001年4月2日   | 2004年3月26日  | 鮫島大史 | 落合こず恵 亀井薫   | 落合こず恵 亀井薫   | 落合こず恵 亀井薫   | 落合こず恵 亀井薫   | 落合こず恵 亀井薫   |
| 夕方枠 | 2004年3月29日  | 2004年10月1日  | 鮫島大史 | 山内千代子          | 山内千代子          | 山内千代子          | 筋野裕子            | 筋野裕子            |
| 夕方枠 | 2004年10月4日  | 2006年9月29日  | 秋山博子 | 矢羽々恵匡          | 矢羽々恵匡          | 矢羽々恵匡          | 矢羽々恵匡          | 矢羽々恵匡          |
| 夕方枠 | 2006年10月2日  | 2018年3月30日  | 秋山博子 | 菅原厚              | 菅原厚              | 菅原厚              | 菅原厚              | 菅原厚              |
| 夕方枠 | 2018年4月2日   | 2022年4月1日   | 菅原厚   | 猪股南              | 猪股南              | 猪股南              | 猪股南              | 猪股南              |
| 夕方枠 | 2022年4月4日   | 2024年2月29日  | 菅原厚   | 小田安珠            | 小田安珠            | 橋本莉奈            | 橋本莉奈            | 橋本莉奈            |

| 期間          | 期間          | 月曜                  | 火曜                  | 水曜                  | 木曜                  | 金曜                  |
| ------------- | ------------- | --------------------- | --------------------- | --------------------- | --------------------- | --------------------- |
| 1970年4月1日  | 1991年9月27日 |                       |                       |                       |                       |                       |
| 1991年9月30日 | 1992年10月2日 | 秋山博子 稲葉直子     | 秋山博子 稲葉直子     | 秋山博子 稲葉直子     | 秋山博子 稲葉直子     | 秋山博子 稲葉直子     |
| 1992年10月5日 | 1994年9月30日 | 上明戸華恵            | 上明戸華恵            | 上明戸華恵            | 上明戸華恵            | 上明戸華恵            |
| 1994年10月3日 | 1995年3月31日 | 松尾志織              | 松尾志織              | 松尾志織              | 松尾志織              | 松尾志織              |
| 1995年4月3日  | 1998年10月2日 | 田代あおい 後藤美穂子 | 田代あおい 後藤美穂子 | 田代あおい 後藤美穂子 | 田代あおい 後藤美穂子 | 田代あおい 後藤美穂子 |
| 1998年10月5日 | 1999年10月1日 | 中田有紀 小林あずさ   | 中田有紀 小林あずさ   | 中田有紀 小林あずさ   | 中田有紀 小林あずさ   | 中田有紀 小林あずさ   |
| 1999年10月4日 | 2001年3月30日 | 落合こず恵 亀井薫     | 落合こず恵 亀井薫     | 落合こず恵 亀井薫     | 落合こず恵 亀井薫     | 落合こず恵 亀井薫     |
| 2001年4月2日  | 2003年9月26日 |                       |                       |                       |                       |                       |
| 2003年9月29日 | 2004年3月26日 | 伊東幸子 筋野裕子     | 伊東幸子 筋野裕子     | 伊東幸子 筋野裕子     | 伊東幸子 筋野裕子     | 伊東幸子 筋野裕子     |
| 2004年3月29日 | 2004年10月1日 | 筋野裕子              | 筋野裕子              | 矢羽々恵匡            | 矢羽々恵匡            | 矢羽々恵匡            |
| 2004年10月4日 | 2007年3月30日 | 山内千代子            | 山内千代子            | 山内千代子            | 筋野裕子              | 筋野裕子              |
| 2007年4月2日  | 2008年3月28日 | 上野由加里            | 上野由加里            | 永井まどか            | 永井まどか            | 永井まどか            |
| 2008年3月31日 | 2008年5月30日 | 上野由加里            | 上野由加里            | 上野由加里            | 上野由加里            | 上野由加里            |
| 2008年6月2日  | 2011年3月25日 | 上野由加里            | 上野由加里            | 桒子英里 樋田かおり   | 桒子英里 樋田かおり   | 桒子英里 樋田かおり   |
| 2011年3月28日 | 2018年3月30日 | 上野由加里            | 上野由加里            | 桒子英里              | 桒子英里              | 桒子英里              |
| 2018年4月2日  | 2019年6月28日 | 長澤瑠璃子            | 長澤瑠璃子            | 吉﨑ちひろ            | 吉﨑ちひろ            | 長澤瑠璃子            |
| 2019年7月1日  | 2020年9月25日 | 中村香音              | 中村香音              | 吉﨑ちひろ            | 吉﨑ちひろ            | 中村香音              |
| 2020年9月28日 | 2021年3月26日 | 橋本莉奈              | 堀葵衣                | 中村香音              | 中村香音              | 橋本莉奈 堀葵衣       |
| 2021年3月29日 | 2022年4月1日  | 堀葵衣                | 堀葵衣                | 橋本莉奈              | 橋本莉奈              | 橋本莉奈 堀葵衣       |
| 2022年4月4日  | 2024年2月29日 | 橋本莉奈              | 橋本莉奈              | 小田安珠              | 小田安珠              | 小田安珠              |

リポーター
- 綱川和夫（山中時代）
- 川村美緒子
- 葛西理香

## 受賞歴
- 1971年（昭和46年）度「ギャラクシー賞 第16回期間選奨」受賞
- 1974年（昭和49年）度「日本民間放送連盟賞 番組部門・テレビ社会番組」『優秀賞』受賞[9]。
- 1978年（昭和53年）度「日本民間放送連盟賞 放送活動部門・テレビ放送活動」『入選』[9]